# Идмон
Идмон је у грчкој митологији био један од Аргонаута.

## Митологија
Идмон је био Аполонов или Абантов и Киренин син који се придружио Аргонаутима, али је на путу умро од болести. Према неким изворима, његови родитељи су били Аполон и Астерија или Антијанира или је био Ампиков син. Сматран је врачем или видовњаком, који се придружио Аргонаутима иако је знао да ће на путу умрети. Постоји још једна прича о његовој смрти. Када су се Аргонаути искрцали у граду Маријандину, где их је срдачно примио краљ Лик, Идмона је напао разјарени вепар који се крио у трсци крај реке Лик. Идај је прискочио у помоћ Идмону и при поновном нападу вепра убио животињу мачем, али је пре тога вепар успео да нанесе смртоносну рану Идмону на бедру. Изгубио је много крви и умро, иако су га другови неговали. За њим су жалили три дана. Према Роберту Гревсу, пронађена празна гробница коју су подигли грчки колонисти у част овог јунака, указује да је он заиста умро на путу. Његово име „онај који зна“ указује да је имао пророчко светилиште и Аполоније са Рода га и описује као пророка. Гревс његову смрт повезује са сличним описима у митовима, смртима светих краљева; критског Зевса, Анкаја и Адониса. Према другим изворима, значење његовог имена можда указује да је оно било епитет Тестора (Идмоновог сина) или Мопса. Према Аполодору, становници Мегаре и Беотије који су основали Хераклеју, добили су заповест од Аполона да град саграде око гроба овог јунака, те да га поштују као свог заштитника.

## Друге личности
- Према Аполодору, један од Египтида, чија је мајка била Горго, а супруга Данаида Пиларга.[4]
- Према Овидијевим „Метаморфозама“, Арахнин отац. За њега се говорило да је користио фокејанску плаву боју за бојење вуне.[5]
- Турнов гласник.[6]